# 1907년 10월 러시아 총선
1907년 10월 러시아 총선은 2대 두마도 해산된 뒤 새로 의회를 소집하기 위해 치러진 총선이다.

## 선거 결과
| 정당                       | 의석수 |
| -------------------------- | ------ |
| 10월 17일 연합             | 154석  |
| 국민주의자                 | 97석   |
| 입헌민주당                 | 54석   |
| 우익                       | 51석   |
| 진보당-평화혁신당          | 39석   |
| 폴란드-리투아니아-벨라루스 | 26석   |
| 사회민주노동당             | 19석   |
| 트루도비크                 | 13석   |
| 폴스코 콜로                | 11석   |
| 무슬림                     | 8석    |
| 기타                       | 37석   |
| 합계                       | 509석  |